# رکس لی (هنرپیشه)
رکس لی (انگلیسی: Rex Lee؛ زادهٔ ۷ ژانویهٔ ۱۹۶۹) یک هنرپیشه اهل ایالات متحده آمریکا است. وی از سال ۱۹۹۴ میلادی تاکنون مشغول فعالیت بوده‌است.
از فیلم‌ها یا برنامه‌های تلویزیونی که وی در آن نقش داشته است می‌توان به دارودسته و سایه‌های ری اشاره کرد.